# Feteira (Horta)
Feteira is een plaats (freguesia) in de Portugese gemeente Horta en telt 1612 inwoners (2001).